# Municipio de Garfield (condado de Clark)
El municipio de Garfield (en inglés: Garfield Township) es un municipio ubicado en el condado de Clark en el estado estadounidense de Dakota del Sur. En el año 2010 tenía una población de 60 habitantes y una densidad poblacional de 0,64 personas por km².

## Geografía
El municipio de Garfield se encuentra ubicado en las coordenadas 44°55′15″N 97°47′23″O / 44.92083, -97.78972. Según la Oficina del Censo de los Estados Unidos, el municipio tiene una superficie total de 93.08 km², de la cual 93,06 km² corresponden a tierra firme y (0,03 %) 0,02 km² es agua.

## Demografía
Según el censo de 2010, había 60 personas residiendo en el municipio de Garfield. La densidad de población era de 0,64 hab./km². De los 60 habitantes, el municipio de Garfield estaba compuesto por el 98,33 % blancos y el 1,67 % eran de una mezcla de razas. Del total de la población el 0 % eran hispanos o latinos de cualquier raza.